# Enriado
Se conoce como enriado el proceso de fermentación microbiológica (maceración) de los tallos de lino y cáñamo que permite la extracción y separación de los haces fibrosos corticales (fibras liberianas) de la porción leñosa (corazón) del tallo. Por acción de los microorganismos se hidrolizan las pectinas y se degrada y destruye la lámina media externa, que a modo de funda protectora flexible rodea los haces fibrosos liberianos. 
Para la individualización de las fibras elementales que constituyen el haz (destrucción de la lámina media interna) se deben aplicar tratamientos más enérgicos (por ejemplo, un proceso químico de cocción a la sosa).